# Japalura kumaonensis
Japalura kumaonensis är en ödleart som beskrevs av Annandale 1907. Japalura kumaonensis ingår i släktet Japalura och familjen agamer. Inga underarter finns listade i Catalogue of Life.
Arten förekommer i norra Indien samt i angränsande områden av Pakistan och Nepal. Honor lägger ägg.